# Pamela Cecile Rasmussen
Pamela Cecile Rasmussen (1959. október 16. –) amerikai ornitológusnő, az ázsiai madarak szakértője. Korábban a Washington D.C.-ben levő Smithsonian Intézet (Smithsonian Institution) társkutatója volt, majd a Michigan Egyetem (Michigan State University) tanára lett. Ezenkívül az Amerikai Egyesült Államokban, valamint az Egyesült Királyságban több neves kutatóintézettel is ápol és tart fent szakmai kapcsolatot.
Rasmussen a korai munkáiban a dél-amerikai tengeri madarakat és az észak-amerikai fosszilis madarakat kutatta. Később az ázsiai madarakra specializálódott; eme tevékenysége során több új fajt írt le, míg a korábban mások által leírt madarak esetében tisztázta a rendszertani besorolásukat. Ilyenféle átsorolásokat főleg a pápaszemesmadár-félék (Zosteropidae) és a bagolyalakúak (Strigiformes) között hajtott végre. Mostanában pedig – sok más kollégájával együtt – olyan világszintű kutatásban vesz részt, mely a globális biodiverzitásban keres mintákat. Továbbá az ázsiai óvilági keselyűformák (Aegypiinae) taxonómiai átrendezését is elvégezte.
Ő a 2005-ben kiadott „Birds of South Asia: The Ripley Guide” című mű főszerkesztője. Ez a madárkalauz azért jobb a korábbiaknál, mert nagyobb előfordulási területről, több madárfajt mutat be és pontosabban. A könyv megírásához sok múzeumi madárpéldányt és iratot vizsgált meg, illetve kutatott át. Ekkor vette észre, hogy milyen nagy mérvű a múzeumokban az eltulajdonítás, a mások által gyűjtött példányok sajátként történő bemutatása, továbbá azt is nyilvánosságra hozta, hogy a híres angol ezredes és ornitológus, Richard Meinertzhagen sem vetette meg a hamis iratok előállítását.

## Korai évei és karrierje
Pamela Rasmussen anyja, Helen Rasmussen tagja a Hetednapi Adventista Egyháznak, apja, Chester Murray Rasmussen pedig orvos. Az apja elhagyta családját, mikor Pamela Rasmussen és lánytestvérei még kicsik voltak. Az érdeklődése a madarak iránt akkor kezdődött, amikor anyja megvette neki Oliver Austin ornitológus által írt „Birds of the World” című könyvet. Innentől kezdve Rasmussen, ha választhatott az ajándékok terén, mindig a madaras könyveket választotta.
1983-ban, a Washington állam délkeleti részén levő, adventista kapcsolatú Walla Walla Egyetemen (Walla Walla University) sikeresen államvizsgázott. 1990-ben a Kansas Egyetemen (University of Kansas) megszerezte a doktori címét (Ph.D.). A Kansas Egyetemen a fő témája a Phalacrocorax madárnembe tartozó, úgynevezett kékszemű kárókatonák, azaz a Leucocarbo alnem fajai voltak. Szintén itt kapcsolatba került az evolúciós elmélettel, melyről nem volt alkalma tanulni a Walla Walla Egyetemen.
Rasmussen a Michigan Egyetemnél zoológiai vendég-segédprofesszor, valamint az egyetem múzeumának a segédkurátora az emlősök és madarak részlegnél. A Michigan Egyetem előtt a híres amerikai ornitológussal, Sidney Dillon Ripley-vel dolgozott együtt a Smithsonian Intézetben. P. C. Rasmussen tagja az Amerikai Madarászok Egyesületének (American Ornithologists' Union; AOU), mely egyesület a madarak rendszerezésével és megnevezésével foglalkozik. Szintén tagja a Tring székhelyű londoni Természettudományi Múzeum madártani csoportjának. A Brit Madarászok Egyesülete (British Ornithologists' Union; BOU) által kiadott tudományos magazinnak, az „Ibis”-nek az egyik társszerkesztője. Pamela Rasmussen Dr. Michael D. Gottfried felesége; Gottfried a Michigan Egyetemen belül a paleontológiai részleg kurátora, a geológiai részleg társprofesszora, valamint az általános tudományokba való integrációs központ igazgatója.

## Kutatásainak fénypontjai

### A dél-amerikai tengeri madarak
Munkásságának első éveiben a dél-amerikai tengeri madarak, főleg a patagóniai kárókatonák rendszerezésének, ökológiájának és viselkedésének a kutatásával foglalkozott. A kékszemű kárókatona (Phalacrocorax atriceps), a királykormorán (Phalacrocorax carunculatus) és a vöröslábú kárókatona (Phalacrocorax gaimardi) fajokon belül a fiatal példányok közti tollazat változatokat kutatta. A tollakat és viselkedési mintákat felhasználva Rasmussen a királykormorán és a kékszemű kárókatona közti kapcsolatokat figyelte meg. Továbbá átírta a brazil kárókatona (Phalacrocorax brasilianus) halászati szokásairól addig ismert információkat.

### Az ázsiai madarak

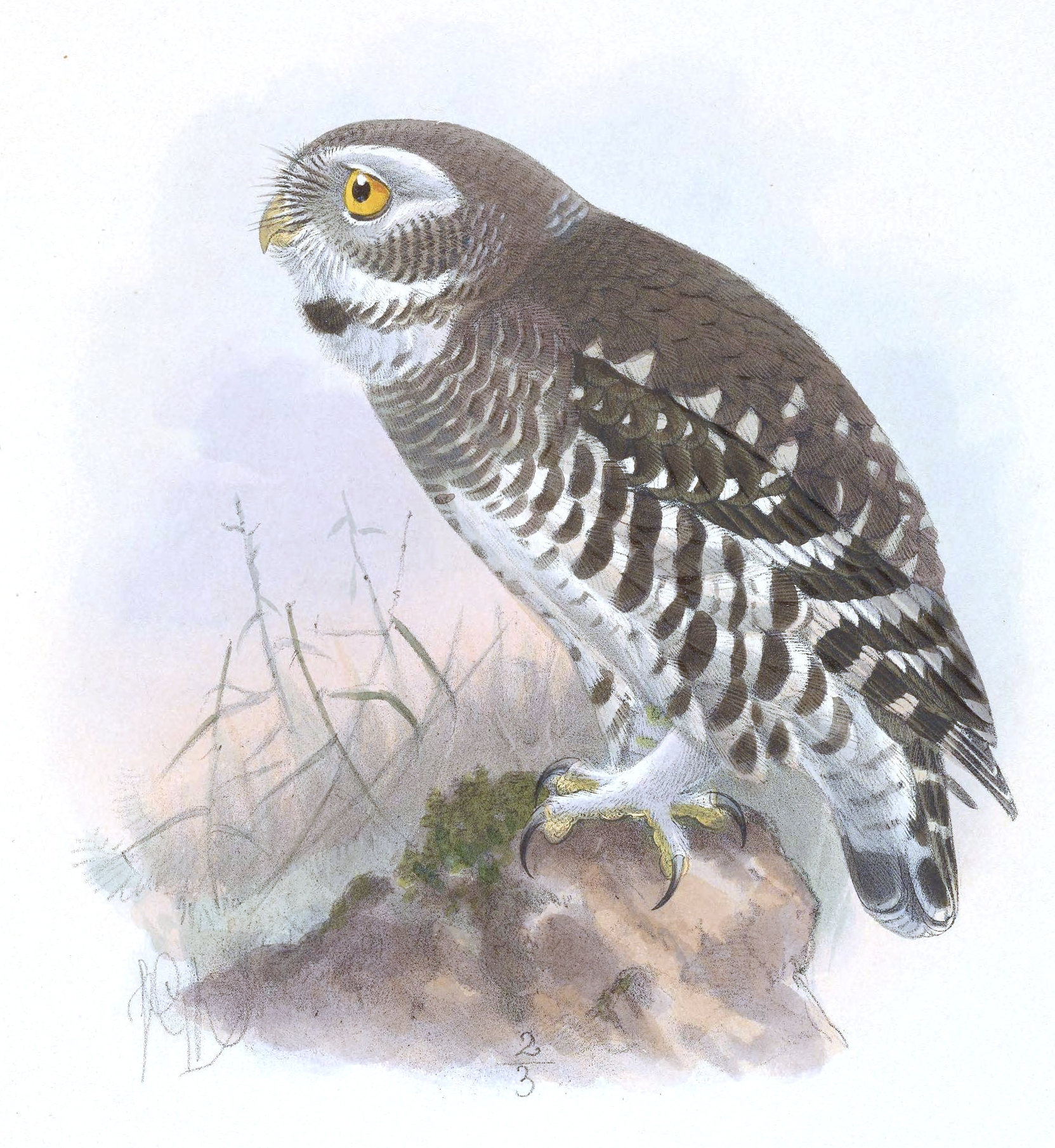
1891-ből származó festmény az erdei kuvikról. Ezt a bagolyfélét Rasmussen 1997-ben újra felfedezte

A múzeumi kutatásai során négy új madárfajt írt le. 1998-ban: nikobári füleskuvik (Otus alius), és Sangihe-szigeti füleskuvik (Otus collari), míg 1999-ben fahéjszínű héjabagoly (Ninox ios) a Celebesz egyik endemikus madara, és 2000-ben a Bradypterus alishanensist írta le. Újra felfedezte a nyugat-indiai erdei kuvikot (Athene blewitti), melyet utoljára 1884-ben láttak, így kihaltnak hitték. Ezt a kuvikfajt S. Dillon Ripley, Salim Ali, indiai ornitológus és természettudós, valamint sokan mások is keresték, azonban ők kutatásaikat Richard Meinertzhagen hamis irataira alapozták. 1997 novemberében, Rasmussen és a New Yorkban levő American Museum of Natural History (Amerikai Természetrajzi Múzeum; AMNH) dolgozója, Ben King, 10 sikertelen napot töltöttek két kelet-indiai helységben, mígnem nyugatra terelődött a figyelmük. Itt King észrevett egy kisméretű, pettyezett, rövid farktollú baglyot, melynek nagyjából fehéren tollazott lábai és óriás karmai voltak. Rasmussen pedig megerősítette, hogy ez a példány tényleg a célfajhoz tartozik; ezek után pedig lefilmezte és lefényképezte a madarat.
Kollégáival együtt pontosította az indonéziai pápaszemesmadarak rendszertani besorolását, például: a Sangihe-szigeti pápaszemesmadár (Zosterops nehrkorni) taxont kivonta a Nehrkorn-pápaszemesmadárból (Zosterops atrifrons) és a Seram-szigeti pápaszemesmadár (Zosterops stalkeri) nevűt az új-guineai pápaszemesmadárból (Zosterops minor). Továbbá megerősítette a Srí Lanka-i ornitológus, Deepal Warakagoda felfedezését, a szerenádozó füleskuviknak (Otus thilohoffmanni) a létezését.

2008-ban Rasmussen és kollégái felfedezték a Zosterops somadikartai nevű madárfajt

A császárfácán Vietnám és Laosz erdeinek egy igen ritka madara. Azonban P. C. Rasmussen és kollégái az alaktant, a hibridizációs kísérleteket és a DNS-vizsgálatokat felhasználva megmutatták, hogy a császárfácán nem is egy súlyosan veszélyeztetett madárfaj, hanem e térségekben honos annami fácán (Lophura hatinhensis) és ezüstfácán (Lophura nycthemera) természetes hibrid állománya.
Egy 2008-as írásában úgy tűnik, hogy visszatért a pápaszemesmadarak rendszertanához; hiszen leírta az Indonéziához tartozó Togian-szigeteken endemikus Togian-szigeteki pápaszemesmadár (Zosterops somadikartai) nevű pápaszemesmadarat. Ez a faj a többi rokonától abban tér el, hogy a szeme körül hiányzik a fehér gyűrűzés, mely e madárcsaládnak a névadója. P. C. Rasmussen szerint ez a madár nemcsak a szemgyűrű hiányában, hanem éneklésében is különbözőik a nembéli rokonaitól, hiszen éneke magasabb és frekvenciája kevésbé változatos.
Pamela Rasmussen érdeklődése az ázsiai madarak iránt nemcsak a leírásukban és megfigyelésükben nyilvánul meg, hanem a védelmükben is. Fajokat megmentő projektekben is részt vesz. Indiában és Dél-Ázsiában, két Gyps-faj, a bengál keselyű (Gyps bengalensis) és a hosszúcsőrű keselyű (Gyps indicus) 99%-os állománycsökkenést szenvedett az úgynevezett diklofenákmérgezések által. Ezzel a szerrel az állatorvosok a háziállatokat, főleg a szarvasmarhákat oltották be, de amikor az állat elpusztul, a keselyűk „takarítják fel”; azonban ekkor kezdődik a baj, mivel a diklofenák veseelégtelenséget okoz e madaraknál. Az ornitológusnő bebizonyította, hogy a korábban hosszúcsőrű keselyűnek vélt keskenycsőrű keselyű (Gyps tenuirostris), valójában egy különálló fajt képez. Ez igen fontos felfedezés, mivel a fogságban való szaporító programok keretében így elkerülendő az amúgy is veszélyeztetett keselyűfajok hibridizációja, amely szintén rontott volna a helyzetükön.

### Biodiverzitás

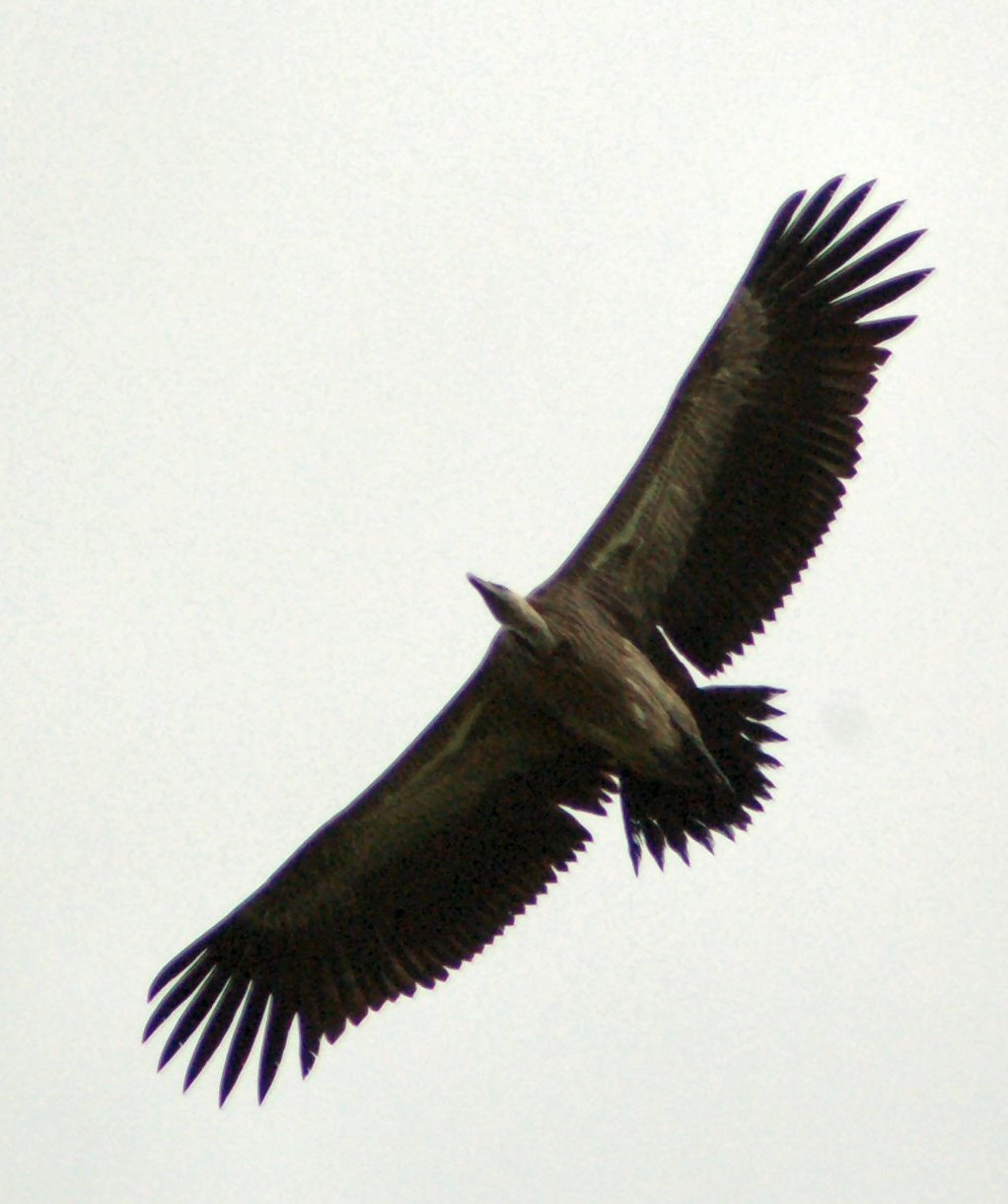
P. C. Rasmussen új, önálló fajt vont ki a hosszúcsőrű keselyűből

2005-ben Rasmussen részt vett egy olyan nagymérvű, nemzetközi kutatásban, melyben a világ több kutatóintézete is részt vett, a Föld legfajgazdagabb pontjainak a feltárásában. Ennek a közreműködésnek az élőhelyek megőrzése volt a célja. Ebben a kutatásban három fő kritériumot tartottak szem előtt: a fajgazdagságot, ezekből a fajokból hány veszélyeztetett, valamint egyes helyeken hányan endemikusak. Azonban az eredmények nem mindig az elvárt fajgazdag helyeket mutatták. Egyes kritériumok nem találkoztak az elvárt előfordulási területtel. A feltárt területekből csak 2,5% teljesítette a biodiverzitás három kritériumát; 80%-ában csak az egyik kritérium volt megtalálható. Mindegyik kritérium csak 24%-nál kevesebb magyarázatot adott a többi tényező változásának megértéséhez; ami azt jelenti, hogy még egyetlenegy taxonómiai osztályon belül is különböző mechanizmusok vannak a sokféleség eredetéhez és fenntartásához. Ebből kifolyólag a különböző fajgazdag területek nagyban eltérnek egymástól, emiatt különbözőképen kellene védelmezni.
Rasmussen újabban további nagymérvű, intézetek közötti közreműködésre összpontosít, melyben újabb fajgazdag helyek felkutatása és feltárása lenne a cél. Felmérve a különböző fajok állománynagyságát és azoknak az előfordulási területét, rájöttek, hogy téves volt az a vélemény, miszerint egy adott faj elterjedése jóval kisebb a mérsékelt övön, mint a trópuson; bár ez az északi félgömb északibb részein valamelyest igaz, viszont a déli félgömbön érvénytelen. Az ember által kiirtott, illetve a végveszélyben levő fajok esetében elsősorban maga az ember a felelős, az általa módosított élőhelyek csak másodlagos tényezőként működnek közre. Ha összehasonlítjuk a különböző ritka és veszélyeztetett gerincesek, mint például az emlősök, kétéltűek és madarak elterjedését, rájövünk, hogy különböző mintákat mutatnak, azaz a védett területeket nem lehet egységesen létrehozni, vagyis az ember hiába jelöl ki egy adott védett területet, ha azt csak kevés faj fogja élvezni.
Egyéb munkái között, melyet kollégáival írt meg, az energia elérhetőségének fontossága is szerepel. A 2007-ben kiadott írásában az emberi tevékenységek következtében az eddigi globális mintákat felfordítja az a tény, melyben a nagy előfordulási területtel rendelkező fajok még nagyobb területre tesznek szert a kevésbé elterjedt fajok rovására. Ez az írás más munkáinak a kiegészítője, és segít megérteni azt, hogy a szárazföldi biodiverzitás miként változik egy adott kontinensen belül, illetve több kontinens között.

### Zooarcheológia
Miközben a Delaware államban levő Cheswold város mellett autópályát építettek, munkások 11 töredékes maradványra bukkantak. A maradványok meghatározatlan fosszilis madarakhoz tartoztak. A kövületeket P. C. Rasmussen azonosította; köztük egy kisebb búvárféle, kis sirályszerű madár és öt darab szulaféle, melyek valószínűleg a miocén korban elterjedt Morus loxostylus-t képviselik. A Delaware-ban felfedezett madarak fajai már ismertek voltak, egy marylandi, Chesapeake-öböl part menti lelőhelyről. Ez pedig azt jelentheti, hogy e példányok életében egy nagyobb öböl részben fedte Delaware állam területét.
Rasmussen részt vett az Észak-Karolina államban levő miocén és pliocén kori fosszilis madarak átvizsgálásában. Az átvizsgálás során a következő újabb fajokat fedezték fel: a kora miocén kori búvárfélét – Colymboides minutus –, néhány récét, egy tarajos csért, mely igen hasonlít a ma élő királycsérre (Thalasseus maxima), a Corvus madárnem egyik fosszilis képviselőjére, valamint néhány énekesmadárra. A kutatásból az is kitudódott, hogy a miocén kori madarak már nagyon hasonlítottak a mai modern megfelelőikre; viszont olyanokat is találtak, melyeknek besorolása a mai csoportokba nem könnyű dolog.

## „Birds of South Asia”
1992-ben P. C. Rasmussen a Smithsonian korábbi titkárjának, Sidney Dillon Ripley-nek lett az asszisztense. Ripley terve az volt, készít egy mindent átfedő kalauzt Dél-Ázsia madarairól. Azonban röviddel e projekt elkezdése után Ripley megbetegedett és Rasmussen vette át a projekt vezetését. Ő és John C. Anderton, amerikai ornitológus és festő megalkották a „Birds of South Asia: The Ripley Guide” című madárkalauzt, mely két kötetből áll és az Indiai szubkontinens madarait foglalja össze. Ez volt az első kalauz, mely e térségből madárhangfelvételekről pontos leírásokat is tartalmazott. Az első kötetben 180 keretben több mint 3400 madárábrázolás van, ezek mellett pedig több mint 1450 színes térkép is található. A második kötetben különböző példányok adatairól számol be, továbbá segít meghatározni őket, a veszélyeztetettségüket, az előfordulási területüket és a viselkedésüket. A madárhangok valódi felvételekről vannak leírva; számuk több mint 1000.
Ebben a kalauzban megtalálható az az 1508 madárfaj, mely abban az időben előfordult Indiában, Bangladesben, Pakisztánban, Nepálban, Bhutánban, a Maldív-szigeteken, a Chagos-szigeteken és Afganisztánban. Rövid leírás 85 feltételezett és 67 „talán”-fajról is készült. A „Birds of South Asia” című kalauzban az előfordulási területek majdnem teljesen a múzeumokban található leírásokon alapulnak. E hatalmas munka során több új fajt is leírtak, úgyhogy egyes fajok alfajait önálló faji szintre emelték, továbbá más fajok elterjedését megnövelték azzal, hogy Afganisztánt is felmérték. Egy 2000-es tanulmány szerint a csóka (Corvus monedula) és a többi Corvus-faj között nagyobb a genetikai különbség, mint e madárnem más tagjai között. Ennek a tanulmánynak a következtében 2005-ben Pamela Cecile Rasmussen, a kalauz főszerkesztője, Pallast követve visszaállította a Coloeus taxont nemi szintre, belehelyezve a csókát és annak legközelebbi rokonát, az örvös csókát (Corvus dauuricus/Coloeus dauuricus). Rasmussen újrarendszerezését 1982-ben megelőzte egy másik ornitológus, a német Hans Edmund Wolters.
Rasmussen és Anderton több, ugyanabba a fajba sorolt madarat szétválasztott, a vikarizmusra avagy fajhelyettesítésre hivatkozva – a fajfejlődés (speciáció) azon változata, amikor valamilyen közös ős leszármazottai különböző földrajzi területeket vagy különböző jellegű élőhelyeket elfoglalva és azokhoz alkalmazkodva alakulnak más-más fajokká. Ezek a vikarizáló avagy vikariáns fajok. Eme ornitológusok észrevételeit és újításait korábban más ornitológusok más könyvekben is hangoztattak, azonban nem tudtak bizonyítékot szolgáltatni állításaikhoz. 2008-ban Nigel Collar és John Pilgrim az ázsiai madarak szakértői átvizsgálták Rasmussen és Anderton állításait, felvetve, hogy ezeket mások is elmondták és az állítások több igazolást követelnek.
Habár ez a kalauz az ornitológiai sajtóban főleg dicséreteket kapott, vannak, akik kritizálják is. Ilyen például Peter Kennerley író és az ázsiai madarak egyik szakértője, aki úgy véli, hogy az ábrázolások túl kicsik, vagy technikailag nem helyesek. Szerinte az is hiba, hogy a megjelenési, illetve az előfordulási leírások túlságosan régi, kikopott múzeumi példányok leírásán és amatőr madarászok utazásain alapszanak – vagyis senki sem ment ki a terepre felmérni e madarak jelenlegi helyzetét. Sőt azt is szemre hányja, hogy egyes taxonómiai meghatározások találomra tett választásokon múltak, és nem lettek alátámasztva elismert, kiadott írásokkal.
A Meinertzhagen-féle hamisítástól – melyet a következő szakaszban tárgyalunk –, és S. Dillon Ripley halálától eltekintve, a „Birds of South Asia” című kalauznak azt is felhányják, hogy a mianmari utazás során elveszett az addigi elterjedési területekről készült főadatbázis, továbbá a begyűjtött példányok bőrei nem voltak megfelelően tartósítva. A kalauz készítésének további nehézségei: a különböző források egyeztetése, az ábrázolások és térképek elkészítésének késése, valamint a pontos adatok begyűjtése olyan helyekről, melyek „bonyolultnak” bizonyultak – Asszám, Arunácsal Prades, Banglades és Afganisztán. Az Andamán- és Nikobár-szigetek madárvilágának a pontos taxonómiai és veszélyeztetettségi státuszának a meghatározása is igazi kihívásokkal volt teli.
Egy 2005-ben kiadott írásában Rasmussen azt állítja, hogy e kalauz az átrendezett taxonómiáival és szétválasztott fajaival nagyobb fajmegőrző törődést vont maga után; de azt is, hogy Dél-Ázsiának a fajgazdagsága határos, és innen kifolyólag a védelmezési hatás csak mérsékelt. E térség madárvilágának a 6%-a feltételezhetően veszélyeztetett volt, a kalauzban ez az érték körülbelül 7%-ra nőtt.

## A Meinertzhagen-féle hamisítás
Pamela C. Rasmussen feltárta Richard Meinertzhagen brit ezredes, ornitológus és madártetű-szakértő hamisításainak igazi mértékét. Meinertzhagen 1967-ben halt meg, de élete során számos taxonómiai és egyéb madártani szakmunkát adott ki, továbbá hatalmas madár- és madártetű gyűjteménnyel rendelkezett. Az egyik legnagyobb brit ornitológusnak tartották. Az 1990-es évek elején Alan Knox – szintén brit ornitológus –, átvizsgálta a Tringban lévő Walter Rothschild Zoológiai Múzeumban őrzött Meinertzhagen madárgyűjteményt, és nagymértékű hamisításokba botlott. Knox ezt írta: „Meinertzhagen ellopta a legjobb példányokat más gyűjtők gyűjteményeiből, és hamis adatokkal ellátva saját gyűjtésének tüntette fel őket”. Az általa saját gyűjtésként feltüntetett példányok hiányoznak például a londoni Természettudományi Múzeum Hugh Whistler-féle gyűjteményéből.
A „Birds of South Asia” című madárkalauz elkészítéséhez Rasmussen több tízezer múzeumi madárpéldányt vizsgált át; múzeumi példányokat, mert az elhunyt S. Dillon Ripley – a projekt kezdeményezője – eme intézményekbeli gyűjteményekre akarta alapozni munkáját. A londoni Természettudományi Múzeumnak (Natural History Museum) dolgozó Robert Prys-Jones-szal együtt Rasmussen bemutatta, hogy a Meinertzhagen-féle több tízéves hamisítás nagyobb mértékű, mint azt korábban gondolták. A 20 000 madárpéldányból sokat újracímkéztek és visszaszolgáltattak a korábbi tulajdonosoknak, illetve egyeseket újra kellett kitömni, elkészíteni. A hamisított iratok késleltették az erdei kuvik (Athene blewitti) – melyet kihaltnak véltek – újrafelfedezését, mivel a korábbi kutatások mind Meinertzhagen hamis feljegyzésein alapultak. Rasmussen sikeres expedíciója során nem kutatott eme hamis feljegyzések szerint, hanem azokon a helyeken keresett, ahonnan valós példányokról szóló beszámolók érkeztek.
Meinertzhargent 18 hónapra kitiltották a Londoni Természettudományi Múzeum Madárterméből, múzeumi példányok engedély nélküli kihozatala vádjával. Miután a múzeum dolgozói átnézték az iratokat, és több mint 30 évre visszamenőleg további lopásokat és ezekhez hamis dokumentumokat észleltek, Meinertzhargen kitiltása eme Teremből megduplázódott.
Az erdei kuvikon kívül Rasmussen és Prys-Jones a következő madarak elterjedését is helyesbítette: a Pomatorhinus ferruginosus a magashegységekben is előfordul, a Ficedula subrubrának megtalálták az igazi elterjedését, továbbá azt is megtudták, hogy a Muscicapa ferruginea és a Cyornis banyumas, melyet korábban Cyornis magnirostris-ként ismertek télen a Himalájában is fellelhető. Azonban Meinertzhargen valódi dolgokat is írt, például az afgán havasipintyről (Montifringilla theresae) szóló leírás teljes egészében pontos.

## Pamela Cecile Rasmussen által alkotott és/vagy megnevezett taxonok
Az alábbi linkben megnézhető Pamela Cecile Rasmussen taxonjainak egy része.

## Fordítás
- Ez a szócikk részben vagy egészben  a   Pamela C. Rasmussen című angol Wikipédia-szócikk ezen változatának fordításán alapul.  Az eredeti cikk szerkesztőit annak laptörténete sorolja fel. Ez a jelzés csupán a megfogalmazás eredetét és a szerzői jogokat jelzi, nem szolgál a cikkben szereplő információk forrásmegjelöléseként.